# André Veilleux
André Veilleux är en kanadensisk före detta ishockeyforward som blev draftad som första spelare totalt i 1965 års NHL-draft av New York Rangers. Det finns inte mycket information om Veilleux men han kom aldrig att spela i NHL under sin ishockeykarriär utan spelade för Kitchener Rangers, Midget de Rosemont och Reds de Trois-Rivières samt för ett ej namngivet lag från staden Verdun i Québec.